# 村上水電
村上水電株式会社（むらかみすいでんかぶしきがいしゃ）は、大正から昭和戦前期にかけて存在した日本の電力会社である。新潟県を本拠とした事業者の一つで主として現在の村上市域に供給した。
1912年（大正元年）9月に村上で設立され、翌1913年（大正2年）4月に開業。県北部を流れる胎内川や荒川に水力発電所を建設し電気の供給にあたった。1940年（昭和15年）11月、新潟市を本拠とする大型事業者新潟電力に合併され消滅した。

## 沿革

### 設立と開業
1898年（明治31年）、新潟県最初の電力会社として新潟電灯が開業し、新潟市内に電灯がつけられた。県内のうち阿賀野川右岸の地域では、新潟電灯の後身である新潟水電（後の新潟電気）がまず北蒲原郡新発田町（現・新発田市）への供給を1910年（明治43年）8月より開始する。同社による供給は同郡水原町（現・阿賀野市）や中条町（現・胎内市。1912年9月開業）にも及んだ。
新発田や中条よりもさらに北側に位置する岩船郡村上町・村上本町（現・村上市）では、日露戦争後、全国的に水力発電事業が盛んになる中で1910年に初めて電気事業の計画が起こった。発起人は佐藤伊助（村上の大地主・政治家）・百武長兵衛・吉田吉右衛門の3名である。佐藤らは当初村上を流れる三面川での水力発電を志して県に水利権を出願したが、水量不十分との理由で不許可とされた。そこで中条付近を流れる胎内川に着目し、シーメンス（ドイツ）関係者と調査をした結果、三面川に代わって胎内川で発電を行うと決定、その水利権を申請した。1911年（明治44年）7月には発起人に岡部則光（帝国瓦斯力電灯常務）・福島宜三（同取締役）・中山翁蔵ほか3名が加入している。
佐藤伊助ら9名の発起人は1912年（明治45年）3月11日付で胎内川の水利権を獲得した。次いで発起人は逓信省へ電気事業経営許可を申請し、1912年（大正元年）8月8日付をもって村上町・村上本町を含む15町村を供給区域とする電気事業経営の許可を得た。同年9月25日、村上町の安善寺にて村上水電株式会社の創立総会が開かれ、会社が設立された。設立当初の村上水電は本店を村上町内に設置。資本金は15万円で、3000株のうち600株は工事を請け負う帝国瓦斯力電灯が持った。この帝国瓦斯力電灯は後の帝国電灯で、関東地方を中心に日本各地で小規模電気事業の起業・投資にあたっていた会社である（1926年東京電灯と合併）。取締役には村上町の吉田吉右衛門・佐藤伊助・百武長兵衛と塩野町村の中山翁蔵、東京の岡部則光・福島宜三が選ばれ、そのうち吉田が社長を務めた。
1913年（大正2年）4月3日、北蒲原郡黒川村大字坪穴（現・胎内市坪穴）に建設していた胎内川の発電所について使用認可が下りたことで、村上水電は営業を開始した。26日に発電所で竣工式を、翌27日には村上町内で開業式をそれぞれ挙行している。開業時の発電所出力は151キロワットで、それに対し電灯数は順調に伸びて開業4か月で目標とする3000灯に達した。

### 開業後の動き
開業から2年が経った1915年（大正4年）になると、電灯数の増加から発電力が不足するようになった。その対策として従来の炭素線電球（発光部分に炭素線を用いる白熱電球）に替えて東京電気が発売するタングステン電球（発光部分にタングステン線を用いる白熱電球。マツダランプ）を採用し電灯の消費電力を節約する方針を立て、同年春よりタングステン電球の取付を始めた。1910年代を通じて発電力は151キロワットのままであったが、1919年（大正8年）8月末時点では電灯数7252灯、電動機数32台・電力供給161馬力（120キロワット）を数えた。他方で経営面では動きがあり、1915年上期、会社設立に関係した帝国電灯が投資整理の一環として村上水電の全株式を地元希望者などへ売却した。
1919年3月、村上水電は45万円の増資を決議した。増資は胎内川発電所再開発のためのもので、翌1920年（大正9年）より再開発工事に着手。取水口を上流側へ、発電所を下流側へとそれぞれ移す形で1921年（大正10年）11月黒川村大字下館（現・胎内市下館）に第一発電所を完成させた。新発電所の出力は610キロワットで、運転期間が限られるものの存続とされた既設胎内川発電所（出力146キロワットに変更）とあわせて発電力は756キロワットとなった。また供給区域の拡大も進めており、新発電所完成とともに岩船郡関谷村・女川村（現・関川村）への供給を開始したほか、1922年（大正11年）夏からは塩野町村方面へも配電し始めた。供給拡大に伴い同年電灯数は2万灯に到達している。
1925年（大正14年）2月、村上水電では供給力不足に備えて3か所目の発電所を建設する旨を株主総会にて決議した。新発電所は新潟硫酸が自家用発電所建設のため荒川に持っていた未開発水利権を活用するもので、1927年（昭和2年）6月に荒川発電所として完成をみた。所在地は女川村大字湯沢、出力は2130キロワットである。同年12月には胎内川発電所と新潟電気新発田変電所を結ぶ新潟電気の送電線が完成、同社に対する700キロワットに及ぶ大口供給を始めた。発電所に関しては続いて1931年（昭和6年）に補給用内燃力発電所の村上発電所（出力760キロワット）が村上本町に完成する。その一方で開業時からの胎内川発電所は1934年（昭和9年）に廃止された。
供給成績は1929年（昭和4年）に電灯数4万灯、1931年に動力用電力供給1000馬力をそれぞれ達成した。大口供給については1933年（昭和8年）、新潟電力（1930年新潟電気を合併）との供給契約が更改され常時350キロワット・最大1850キロワットの供給となる。同年秋には葡萄鉱山（塩野町村にあった亜鉛・鉛鉱山）への供給契約を常時150キロワットに増加した。翌1934年、葡萄鉱山の付属製錬所として鉛の電解精錬を行う村上製錬所が操業を始める。村上水電では村上製錬所に対しても最大1000キロワットの電力供給を行った。
事業拡大に並行して、経営面では1920年代に2度の増資が行われた。まず1922年3月に60万円の増資が決議される。次いで荒川発電所工事中の1926年（大正15年）9月に120万円の増資が決議された。これらの増資後、資本金は240万円となっている。

### 新潟電力との合併
1930年代後半に入ると、電気事業を所管する逓信省は事業の均質化を目指して小規模電気事業の整理・統合を推進する国策を打ち出した。その一環として東京地方逓信局では1937年6月より管内の主要事業者に対し隣接する小規模事業者を統合するよう勧告を始める。この段階では新潟県下では新潟電力・中央電気（高田市）など大型事業者が事業統合を求められたものの、村上水電については統合の勧告はなかった。しかしこうした当局の整理方針を踏まえ、新潟県下では県庁と越佐電気協会により一歩進んだ統合案が練られ、新潟県中越・下越地方で営業する村上水電と北越水力電気（長岡市）・鶴岡水力電気（山形県鶴岡市）はそろって新潟電力に合同するという方針が立てられた。
大型統合の方針は貫徹されなかったが、新潟電力と村上水電の合併だけは実現の運びとなった。1940年（昭和15年）8月5日、両社はそれぞれ株主総会を開き、新潟電力は村上水電の合併を、村上水電は合併と合併に伴う解散を決議した。合併は同年10月31日付で逓信省より認可があり、11月25日、新潟電力側で合併報告総会が開かれて合併手続きが完了した。合併時、村上水電の社長は佐藤泰造（岩船郡関谷村の農家）が務めた。なお当時村上水電の資本金は240万円であったが、合併に伴う新潟電力の資本金増加は216万円に留められた。
新潟電力との合併前、1938年（昭和13年）2月末時点での供給成績は電灯数4万5349灯、電動機1194台・電力供給1612.5馬力（約1202キロワット）、電熱供給91.4キロワット、大口電力供給契約常時1175キロワット（最大3675キロワット）であった。また逓信省の資料によると、翌1939年（昭和14年）12月末時点では山形県西置賜郡小国町の日本電興小国工場（現・日本重化学工業）に最大5000キロワットの電力供給も行っていた。同工場はフェロアロイ（合金鉄）・炭化カルシウム（カーバイド）・カーボン製品・石英ガラスなどを製造する工場で、1938年3月より順次操業を開始したものである。ただし5000キロワットの供給は村上水電の発電力（水力2740キロワット・内燃力760キロワット）を超えており、1939年末時点では新潟電力から3000キロワットの電力供給を受けていた。
新潟電力への合併から2年後の1942年（昭和17年）4月、新潟電力自体も配電統制令による統合の対象とされ、事業設備を国策配電会社東北配電（東北電力の母体）へと出資して解散した。このため旧村上水電の供給区域や発電所もほとんどが東北配電へと引き継がれている。

### 年表
- 1912年（大正元年）
  - 8月8日 - 村上水電発起人に対し逓信省より電気事業経営許可[7]。
  - 9月25日 - 村上水電株式会社設立。資本金15万円、本店所在地新潟県岩船郡村上町2345番地[1]。
- 1913年（大正2年）
  - 4月3日 - 胎内川発電所完成に伴い営業開始[7]。
- 1919年（大正8年）
  - 3月15日 - 45万円の増資を決議[12]。
  - 11月23日 - 第一発電所運転開始[13]。
- 1922年（大正11年）
  - 3月15日 - 60万円の増資を決議[26]。
- 1923年（大正12年）
  - 5月28日 - 本店を岩船郡村上本町941番地へ移転[38]。
- 1926年（大正15年）
  - 9月25日 - 120万円の増資を決議[27]。資本金240万円となる。
- 1927年（昭和2年）
  - 7月1日 - 荒川発電所運転開始[10]。
- 1931年（昭和6年）
  - 8月29日 - 村上発電所使用認可[39]。
- 1934年（昭和9年）
  - 3月 - 胎内川発電所廃止[19]。
- 1940年（昭和15年）
  - 8月5日 - 株主総会にて新潟電力との合併とそれに伴う解散を決議[30]。
  - 10月31日 - 逓信省より新潟電力との認可[31]。
  - 11月25日 - 新潟電力との合併手続きが完了[31]。

## 供給区域

新潟県内における供給区域の範囲（新潟電力合併前時点）

1938年（昭和13年）12月末時点の供給区域は以下の通り。
- 新潟県岩船郡（4町14村）：
  - 村上町・村上本町・山辺里村・瀬波町・上海府村・岩船町・神納村・西神納村・平林村・金屋村・保内村・館腰村・三面村・高根村・猿沢村・塩野町村（現・村上市）
  - 女川村・関谷村（現・関川村）
- 新潟県北蒲原郡（2村）：
  - 乙村・黒川村（現・胎内市）

1922年9月に岩船郡上海府村での配電工事が完了したことで、供給区域は上記20町村となった。
岩船郡のうち北部の下海府村・八幡村・黒川俣村・中俣村・大川谷村（後の山北町で現・村上市）は山形県鶴岡市を本拠とする鶴岡水力電気の供給区域に含まれる。また離島の岩船郡粟島浦村はいずれの電気事業者の供給区域にも含まれない。

## 発電所
村上水電は胎内川に水力発電所を2か所、荒川に水力発電所を1か所建設した上、火力発電所1か所も運転した。これら発電所の概略は以下の通り。

### 胎内川の発電所
第一発電所の位置 ： 北緯38度3分56.0秒 東経139度27分7.5秒 / 北緯38.065556度 東経139.452083度
胎内川には胎内川発電所と第一発電所の2か所が建設された。所在地は胎内川発電所が北蒲原郡黒川村大字坪穴（現・胎内市坪穴）、第一発電所がその下流側にあたる黒川村大字下館字山口（現・胎内市下館）である。
胎内川発電所の方が古く、1912年3月水利権取得ののち年内に着工され、翌1913年3月に完成した。4月3日付で発電所の使用認可が下りたことで村上水電は営業を開始している。発電設備はフォイト製フランシス水車1台とシーメンス製三相交流発電機（容量175キロボルトアンペア）1台からなった。当初の発電所出力は151キロワット。また発生電力の周波数は50ヘルツに設定された（他の発電所も同様）。
第一発電所は胎内川発電所の再開発で設置されたもので、胎内川発電所の既設堰堤を上流側に移し、発電所位置も下流側にすることで水量・有効落差ともに増加させている。着工は1920年4月、竣工は翌1921年11月で、11月23日付で仮使用認可が下り運転を開始した。発電設備は電業社製フランシス水車1台と芝浦製作所製850キロボルトアンペア発電機1台からなり、発電所出力は610キロワットであった。
第一発電所建設後も胎内川発電所は年間10か月以上は運転可能なことから出力を146キロワットに下げた上で残された。しかし損耗が著しくなったことから廃止手続きが採られ、1934年3月許可で廃止となった。一方、第一発電所は新潟電力との合併まで存続。新潟電力では「黒川発電所」と称しており、1942年4月東北配電設立に伴い同社へ引き継がれた。続く1951年5月の電気事業再編成では東北電力に継承されている。

### 荒川の発電所

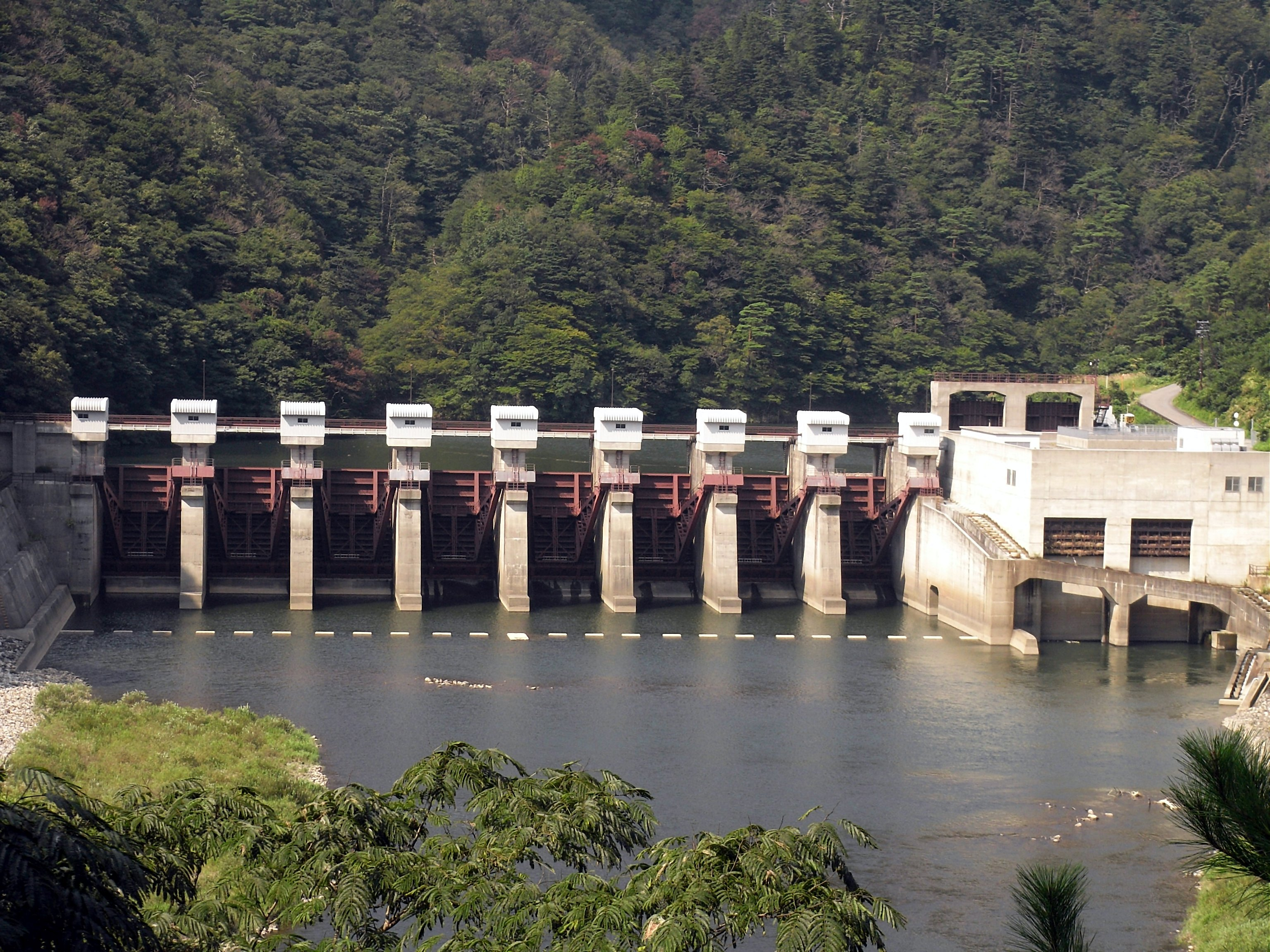
旧荒川発電所の再開発で設置された鷹の巣ダム（2008年）

荒川発電所の位置 ： 北緯38度4分35.5秒 東経139度35分50.7秒 / 北緯38.076528度 東経139.597417度
荒川には荒川発電所が建設された。所在地は岩船郡女川村大字湯沢字貝脇（現・関川村湯沢）。元は新潟硫酸株式会社が自家用発電所建設のため1920年に水利権を得た地点であるが、1926年6月に村上水電が水利権を譲り受けた。発電所は1925年9月着工、1927年6月竣工して7月1日より運転を開始した。
発電設備は日立製作所製のフランシス水車2台および1250キロボルトアンペア発電機2台からなる。発電所出力は2130キロワットであった。
荒川発電所も第一（黒川）発電所と同様に新潟電力から東北配電を経て東北電力へと引き継がれた。東北電力では「鷹ノ巣発電所」と称する。1996年（平成8年）から2001年（平成13年）にかけてダム式発電所（鷹の巣ダムを設置）として再開発する工事が行われたため現存しない。

### 火力発電所
村上水電唯一の火力発電所として村上発電所があった。所在地は岩船郡村上本町字岩手廓。夏・冬の渇水期における発電力充実、また故障発生時の供給円滑化のために計画されたもので、1931年（昭和6年）8月29日付で使用認可が下りた。
ディーゼルエンジンを原動機とする内燃力発電所である。エンジンは新潟鐵工所製で1台の設置。発電機は日立製作所製で容量950キロボルトアンペアのものを1台設置する。発電所出力は760キロワットであった。
廃止時期は不詳。東北配電を設立する際、1941年9月に発された設立命令書には新潟電力が出資すべき発電所の中に村上発電所の名があるが、同年12月の命令書変更の際に村上発電所は削除されている。